# Nachal Oznan
Nachal Oznan (hebrejsky נחל אוזנן též נחל אזנן) je vádí v jižním Izraeli, na severovýchodním okraji Negevské pouště, respektive v Judské poušti.
Začíná v nadmořské výšce necelých 500 metrů v hornaté krajině několik kilometrů severně od města Arad, nedaleko od lokální silnice číslo 3199. Vede pak k severu, přičemž se rychle zařezává do okolního terénu. Ústí zprava do vádí Nachal Ce'elim, které jeho vody odvádí do Mrtvého moře.